# Championnat de Malte de football 1929-1930
Navigation
Saison précédente Saison suivante
La saison 1929-1930 de First Division Maltaise est la dix-neuvième édition de la première division maltaise.
Lors de cette saison, Le Floriana FC ayant été exclu de la compétition, les cinq meilleurs clubs maltais vont se disputer le titre lors d'une série de matchs se déroulant sur toute l'année.
Les cinq clubs participants au championnat ont été confrontés une fois aux quatre autres.
C'est le Sliema Wanderers FC qui a été sacré champion de Malte pour la cinquième fois.

## Les cinq clubs participants
| Club                | Stade            | Capacité | Ville      |
| ------------------- | ---------------- | -------- | ---------- |
| Cottonera FC        | -                | -        | Vittoriosa |
| St. George's FC     | -                | -        | Bormla     |
| Sliema Rangers      | -                | -        | Sliema     |
| Sliema Wanderers FC | Guze Fava Ground | 4 000    | Sliema     |
| Valletta United     | -                | -        | La Valette |

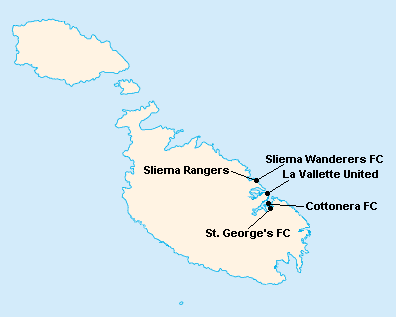
Localisation des clubs engagés dans le championnat.

L'île de Malte étant relativement petite, les clubs évoluent tous au stade National Ta'Qali (17 400 places). Certains cependant ont leur propre enceinte qu'ils peuvent éventuellement utiliser.

## Compétition

### Classement
| Rang | Équipe              | Pts | J | G | N | P | Bp | Bc | Diff |
| ---- | ------------------- | --- | - | - | - | - | -- | -- | ---- |
| 1    | Sliema Wanderers FC | 7   | 4 | 3 | 1 | 0 | 14 | 5  | +9   |
| 2    | St. George's FC (P) | 7   | 4 | 3 | 1 | 0 | 15 | 4  | +11  |
| 3    | Valletta United     | 3   | 4 | 1 | 1 | 2 | 8  | 12 | -4   |
| 4    | Sliema Rangers (P)  | 2   | 4 | 0 | 2 | 2 | 3  | 10 | -7   |
| 5    | Cottonera FC (P)    | 1   | 4 | 0 | 1 | 3 | 3  | 12 | -9   |

| Légende : Qualifications et relégations | Légende : Qualifications et relégations                  |
| --------------------------------------- | -------------------------------------------------------- |
|                                         | Relégation en Second Division Maltaise                   |
|                                         | (T) : Tenant du titre 1928-1929 (P) : Promu en 1928-1929 |

## Bilan de la saison
| Tableau d'Honneur       |                     |
| Compétition             | Vainqueur           |
| First Division Maltaise | Sliema Wanderers FC |

| Promotions et relégations            |                                             |
| Relégués en Second Division Maltaise | Valletta United Cottonera FC Sliema Rangers |
| Promus de Second Division Maltaise   | Floriana FC Hamrun Spartans                 |